# 米拉縣 (厄瓜多爾)
米拉縣（西班牙語：Cantón Mira），是厄瓜多爾的縣份，位於該國北部，由卡爾奇省負責管轄，面積588平方公里，主要經濟活動是農業，2001年人口12,919，人口密度每平方公里21.97人。